# 卡特馬科潟湖
18°25′N 95°05′W / 18.417°N 95.083°W

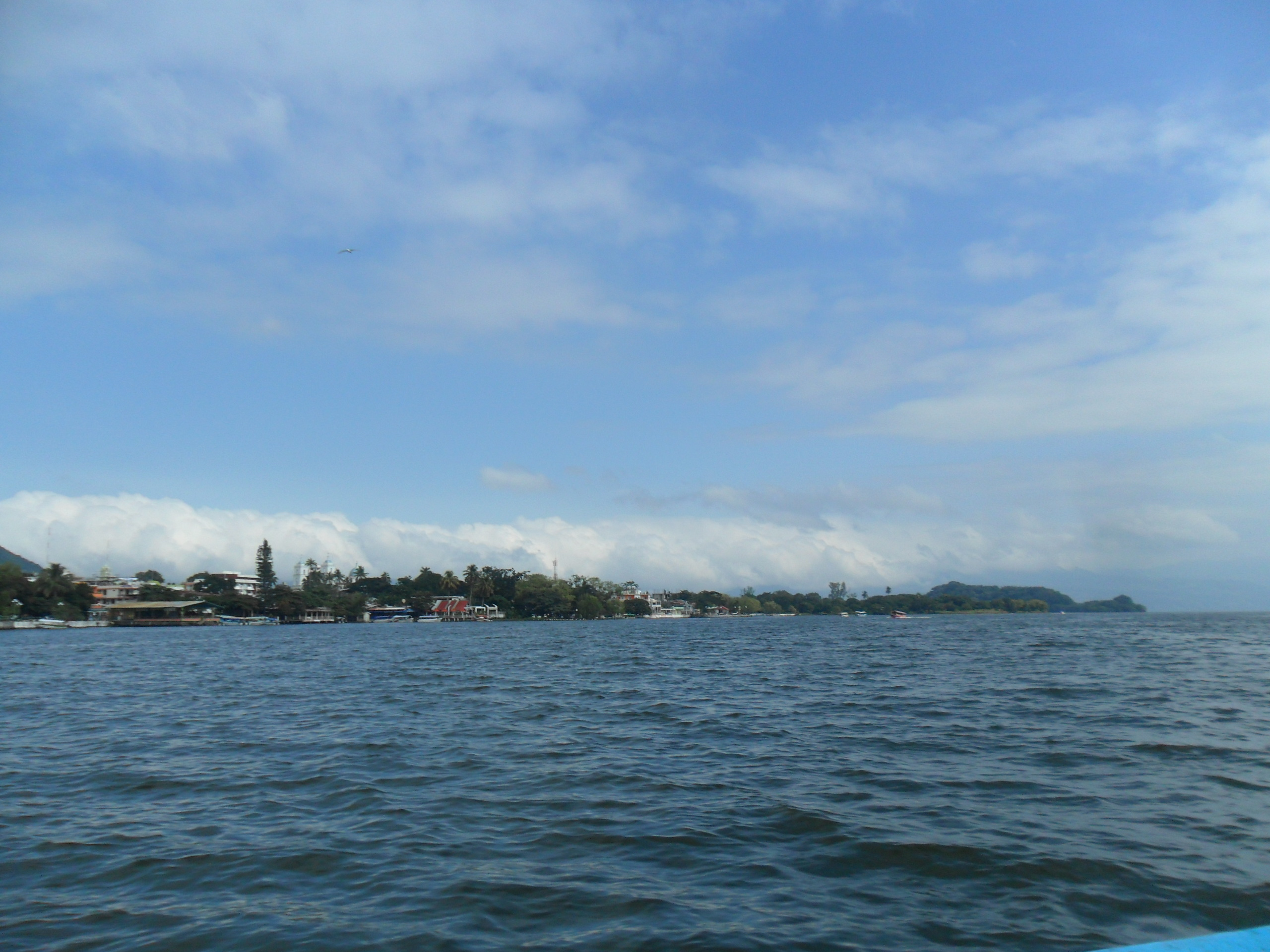
卡特馬科潟湖

卡特馬科潟湖（西班牙語：Laguna de Catemaco）是墨西哥的湖泊，位於該國中東部圖斯特拉斯山脈，由韋拉克魯斯州負責管轄，面積73平方公里，海拔高度340米，平均水深7.6米，最大水深22米。
卡特馬科蘋果螺是當地特有品種，當地人會人工繁殖以作食用。

## 外部連結
- Laguna Catemaco Guide（页面存档备份，存于）